# Jelena Igorewna Soja
Jelena Igorewna Soja (russisch Елена Игоревна Соя, * 9. November 1981 in Moskau) ist eine russische Synchronschwimmerin. 
Sie gewann bei den Olympischen Spielen 2000 mit dem russischen Team die Goldmedaille in der Teamwertung. 1999 und 2000 war Soja mit dem russischen Team Europameisterin.